# Loïc Feudjou
Maxime Loïc Feudjou Nguegang (Douala, 14 april 1992) is een Kameroens voetballer die uitkomt als doelman. In januari 2021 verruilde hij Union Douala voor Napsa Stars. Feudjou maakte in 2014 zijn debuut in het Kameroens voetbalelftal.

## Clubcarrière
Feudjou speelde vanaf 2010 bij de Kameroense derdeklasser Botafogo uit Buéa. In december 2011 verkaste hij naar Cotonsport Garoua. In eerste instantie werd hij gehaald als derde doelman, maar al snel veroverde hij een vast plekje onder de lat. In 2012 stond Feudjou naar verluidt onder interesse van Reading, maar tot een overstap kwam het niet. In 2013 kroonde hij zich met Cotonsport tot landskampioen. In november 2014 verkaste Feudjou naar het Soedanese Al-Hilal. In 2018 werd Al-Orobah in Saoedi-Arabië zijn nieuwe club. Feudjou liet een jaar later zijn contract ontbinden en zat hierop acht maanden zonder club. Union Douala haalde de doelman terug naar Kameroen. Eind 2020 tekende hij een voorcontract bij Napsa Stars.

## Interlandcarrière
Feudjou maakte zijn debuut in het Kameroens voetbalelftal op 29 mei 2014, toen er met 1–2 werd verloren van Paraguay. Op 2 juni 2014 werd bekend dat de doelman was opgeroepen voor de Kameroense selectie op het WK 2014 in Brazilië.
| Interlands van Loïc Feudjou voor Kameroen | Interlands van Loïc Feudjou voor Kameroen | Interlands van Loïc Feudjou voor Kameroen | Interlands van Loïc Feudjou voor Kameroen | Interlands van Loïc Feudjou voor Kameroen | Interlands van Loïc Feudjou voor Kameroen | Interlands van Loïc Feudjou voor Kameroen |
| №                                         | Datum                                     | Wedstrijd                                 | Uitslag                                   | Competitie                                | Goals                                     |                                           |
| Als speler bij Cotonsport Garoua          | Als speler bij Cotonsport Garoua          | Als speler bij Cotonsport Garoua          | Als speler bij Cotonsport Garoua          | Als speler bij Cotonsport Garoua          | Als speler bij Cotonsport Garoua          |                                           |
| ----------------------------------------- | ----------------------------------------- | ----------------------------------------- | ----------------------------------------- | ----------------------------------------- | ----------------------------------------- | ----------------------------------------- |
| 1                                         | 29 mei 2014                               | Kameroen – Paraguay                       | 1 – 2                                     | Vriendschappelijk                         |                                           |                                           |
| 2                                         | 7 juni 2014                               | Kameroen – Moldavië                       | 1 – 0                                     | Vriendschappelijk                         |                                           |                                           |

Bijgewerkt op 22 april 2025.